# Yū Aoi

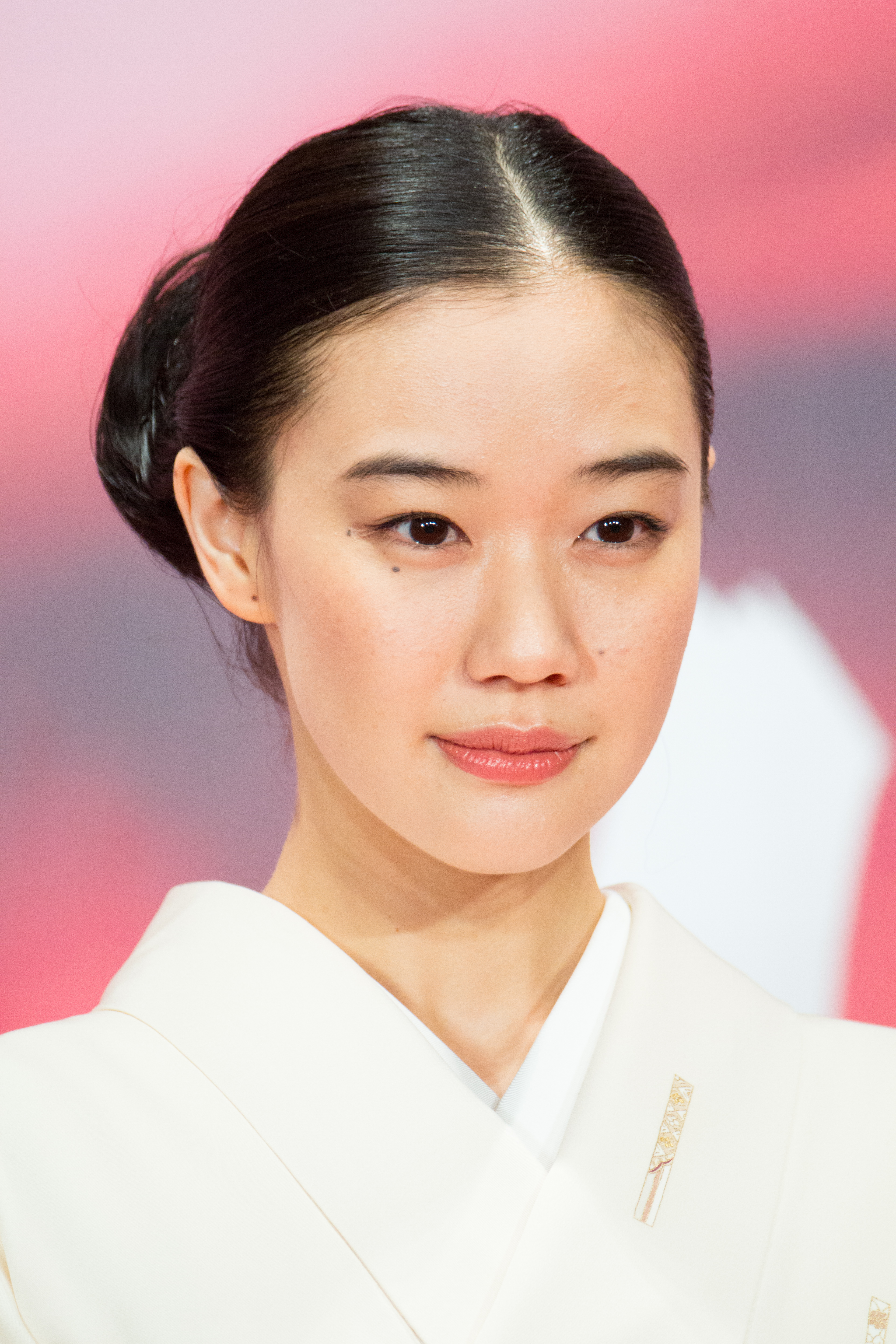
Aoi Yu bei der Eröffnung des Tokyo International Film Festival 2017

Yū Aoi (jap. 蒼井 優, Aoi Yū; * 17. August 1985 in Kasuga, Präfektur Fukuoka) ist eine japanische Schauspielerin und Model.

## Filmlaufbahn
Ihr Filmdebüt hatte sie 2001 als Shiori Tsuda in Shunji Iwais Film All About Lily Chou-Chou. Anschließend porträtierte sie Tetsuko Arisugawa in Hana to Alice (2004), ebenfalls unter der Regie von Iwai, Kimiko Tanigawa in dem Tanzfilm Hula Girls. Für Otoko-tachi no Yamato und Hula Girls wurde sie 2007 als Beste Nebendarstellerin für den Japanese Academy Award nominiert, unterlag aber Sumiko Fuji, die ebenfalls mit Hula Girls nominiert wurde. Sie wurde aber mit sieben weiteren als Bester Nachwuchsdarsteller geehrt.
2006 spielte sie die Rolle der Hagumi Hanamoto in der Verfilmung des Mangas Honey and Clover. In der Realverfilmung von Tokyo Ghoul aus dem Jahr 2017 ist sie in der Rolle der Rize Kamishiro zu sehen. Insgesamt spielte sie in etwa 20 Serien und 40 Filmen mit.
2021 erhielt sie für ihre Leistung in Wife of a Spy den Asian Film Award.
Aoi ist mit dem Comedian Ryota Yamasato verheiratet.

## Einzelnachweis
1. ↑  山里亮太と蒼井優３日に結婚　今夜ツーショット会見. nikkansports.com, 5. Juni 2019, abgerufen am 11. März 2021 (japanisch).

| Personendaten    | Personendaten                       |
| ---------------- | ----------------------------------- |
| NAME             | Aoi, Yū                             |
| ALTERNATIVNAMEN  | 蒼井 優 (japanisch)                 |
| KURZBESCHREIBUNG | japanische Schauspielerin und Model |
| GEBURTSDATUM     | 17. August 1985                     |
| GEBURTSORT       | Kasuga, Präfektur Fukuoka, Japan    |